# Archeuops vossi
Archeuops vossi là một loài bọ cánh cứng trong họ Attelabidae. Loài này được Heller miêu tả khoa học năm 1929.